# Three Little Words (película)
Three Little Words (en español: Tres palabritas) es una película musical de 1950. Relata la biografía de dos exitosos artistas de Tin Pan Alley, el letrista Bert Kalmar y el compositor Harry Ruby.
Es notable la coordinación de melodías populares en la banda sonora de esta película; se destacan: "Who's Sorry Now?", "I Wanna Be Loved by You", "Thinking of You" y "Three Little Words".

## Reparto
- Fred Astaire - Bert Kalmar
- Red Skelton - Harry Ruby
- Vera-Ellen - Jessie Brown
  - Anita Ellis - voz de Jessie Brown
- Arlene Dahl - Eileen Percy
- Keenan Wynn - Charlie Kope
- Gale Robbins - Terry Lordel
- Gloria De Haven - Sra. Carter De Haven
- Phil Regan - él mismo
- Harry Shannon - Clanahan
- Debbie Reynolds - Helen Kane
  - Helen Kane - voz de ella misma
- Paul Harvey - Al Masters
- Carleton Carpenter - Dan Healy
- George Metkovich - Al Schacht
- Harry Mendoza - él mismo